# Petroleum Tower
La Petroleum Tower es un edificio de oficinas de gran altura de 16 pisos ubicado en 425 Edwards Street en la esquina de las calles Texas y Edwards en la ciudad de Shreveport, Luisiana (Estados Unidos). Mide 56 m, lo que lo convierte actualmente en el séptimo edificio más alto de Shreveport. Se completó en 1959 y está incluido en el Registro Nacional de Lugares Históricos.

## Historia
El edificio fue inaugurado en 1959 y fue un edificio de oficinas en funcionamiento hasta que fue abandonado en la década de 1980. Posteriormente fue desocupado y quedó en mal estado hasta que fue donado a Shreveport-Bossier Community Renewal en 2001. En 2006, se hicieron públicos los planes para convertir el edificio en el Centro Nacional para la Renovación Comunitaria, un proyecto de 62 millones de dólares que habría alterado significativamente el diseño del edificio. Luego, en 2014, se anunció que se convertiría en 130 apartamentos, ocupando el piso de la calle para locales comerciales.
Debido al período durante el cual se construyó, así como a su representación de un producto básico que ha sido el elemento vital de la región durante muchas décadas, el edificio se convirtió en una propiedad contribuyente del distrito histórico comercial de Shreveport en el momento de su creación el 1982 de marzo de 11.
El 17 de septiembre de 2013, el edificio también fue inscrito individualmente en el Registro Nacional de Lugares Históricos. 

## Diseño y construcción
El edificio tiene una longitud de 45 m y un ancho de 18,2 m. Desde el segundo piso hasta el 14, la fachada es un muro cortina que consta de paneles de vidrio separados por estrechos paneles de aluminio gris claro. Los pisos 15 y 16 no tienen ventanas y funcionan como pisos mecánicos, caracterizados por las rejillas de ventilación de aluminio cerca de la parte superior del edificio. Las fachadas norte, sur y oeste tienen muros cortina, mientras que la fachada este es un muro de mampostería sin ventanas.
Los ángulos rectos y la apariencia cuadrada del exterior de los edificios es un elemento común de la arquitectura de estilo internacional que define a la Petroleum Tower. Una de las características más singulares del edificio que lo hace destacar de los edificios que lo rodean es que fue construido durante la era de la posguerra. La obra comenzó en 1958 y se completó en 1959.
El edificio fue diseñado por el estudio de arquitectura Hedrick & Stanley, ahora liquidado con sede en Texas, cuyos directores eran Wyatt C. Hedrick y Thomas D. Stanley. Es uno de los seis proyectos listados construidos por esta firma en particular.